# بيلي كينيدي
بيلي كينيدي (بالإنجليزية: Billy Kennedy)‏  (و. 1964 –  م) هو مدرب كرة سلة، ولد في قاعدة كيب كانافيرال للقوات الجوية.

## روابط خارجية
- بيلي كينيدي على موقع كلية كرة السلة في سبورتس رفرنس.كوم (الإنجليزية)